# Parc du Moulin à Tan
Le Parc du Moulin à Tan est un parc situé à Sens (Yonne).

## Histoire
Il fut créé en 1887 par la famille Domange.

## Le parc

### Nature et environnement
Le parc rassemble de nombreuses espèces de plantes et d'arbres. De plus, des serres tropicales de 600 m2 et situées sur la gauche après l'entrée du parc abritent 1 500 variétés de plantes tropicales.
En 2011, le parc a obtenu le label Jardin Remarquable, pour une durée de 5 ans. Ce dernier a été renouvelé en 2016.
En 2018, le parc a connu d'importantes inondations qui ont détruit de nombreuses plantes et entraîne la fermeture du parc au public durant près de 2 mois.

### Animaux
Plusieurs espèces d'animaux habitent ce parc dans des enclos (liste non exhaustive) :
- des chevaux
- des ânes
- des canards et oies
- des chèvres
- des oiseaux.

Il est également possible d'y observer d'autres animaux tels que des écureuils.

### Équipements
Le parc comprend plusieurs équipements :
- des équipements de musculation, située dans la zone boisée
- des jeux pour enfants et un carrousel ainsi qu'un terrain de football situés au cœur du parc
- de nombreux bancs et tables de pique nique sont répartis sur le parc

### Tourisme
Ce parc est le deuxième lieu le plus visité du département avec 200 000 visites annuelles;

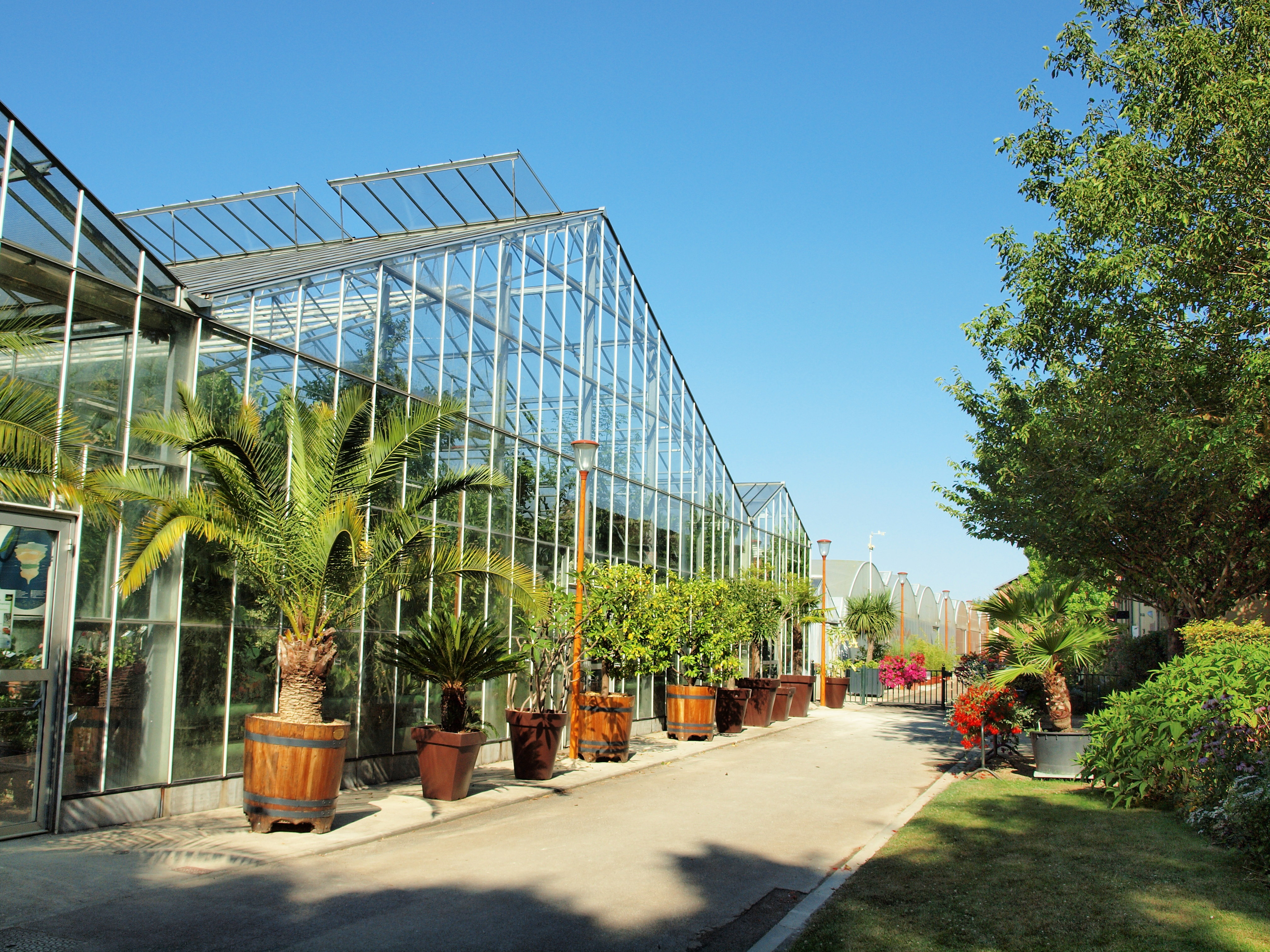
Les serres tropicales.
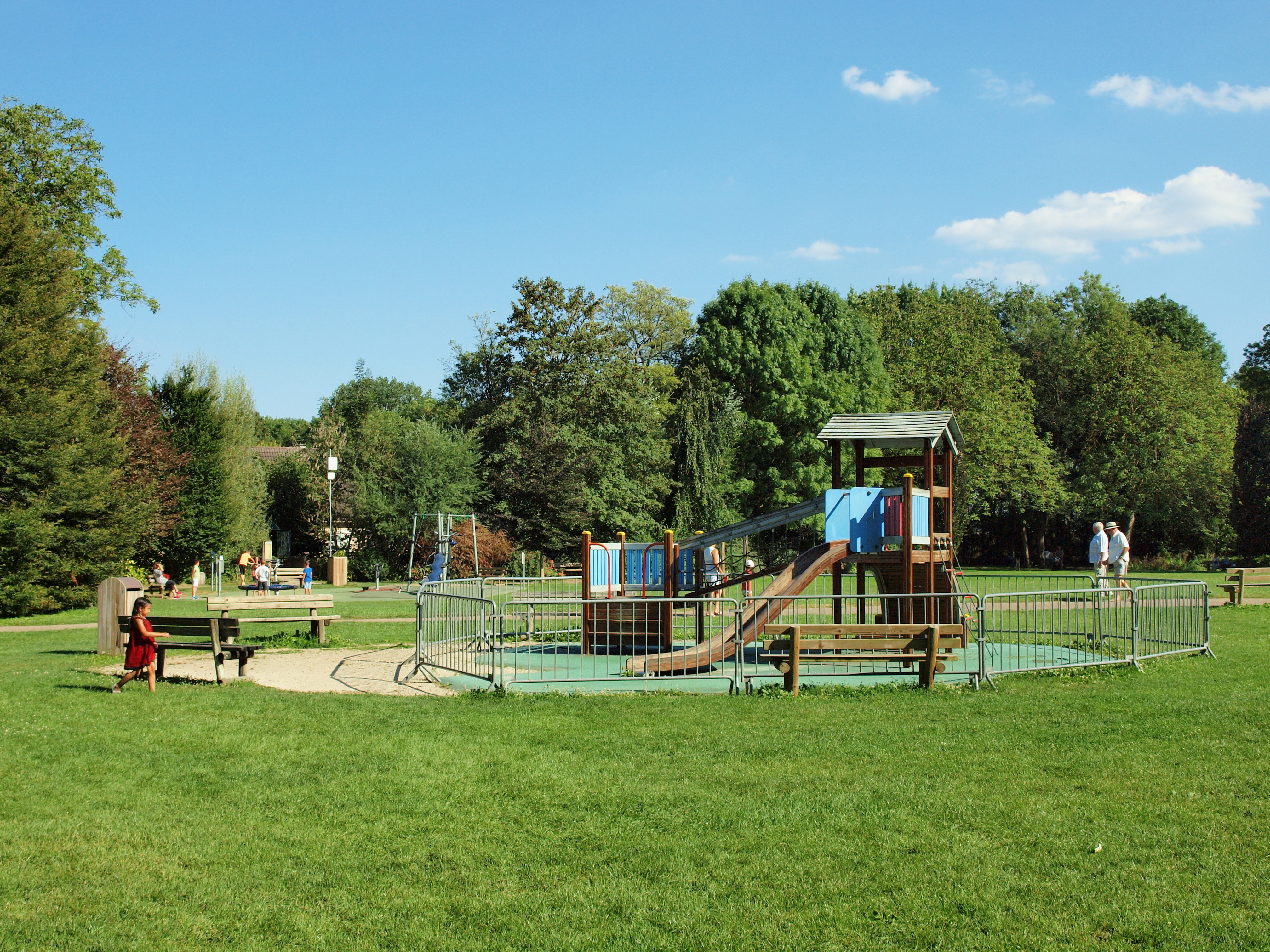
Une aire de jeu au cœur du parc.
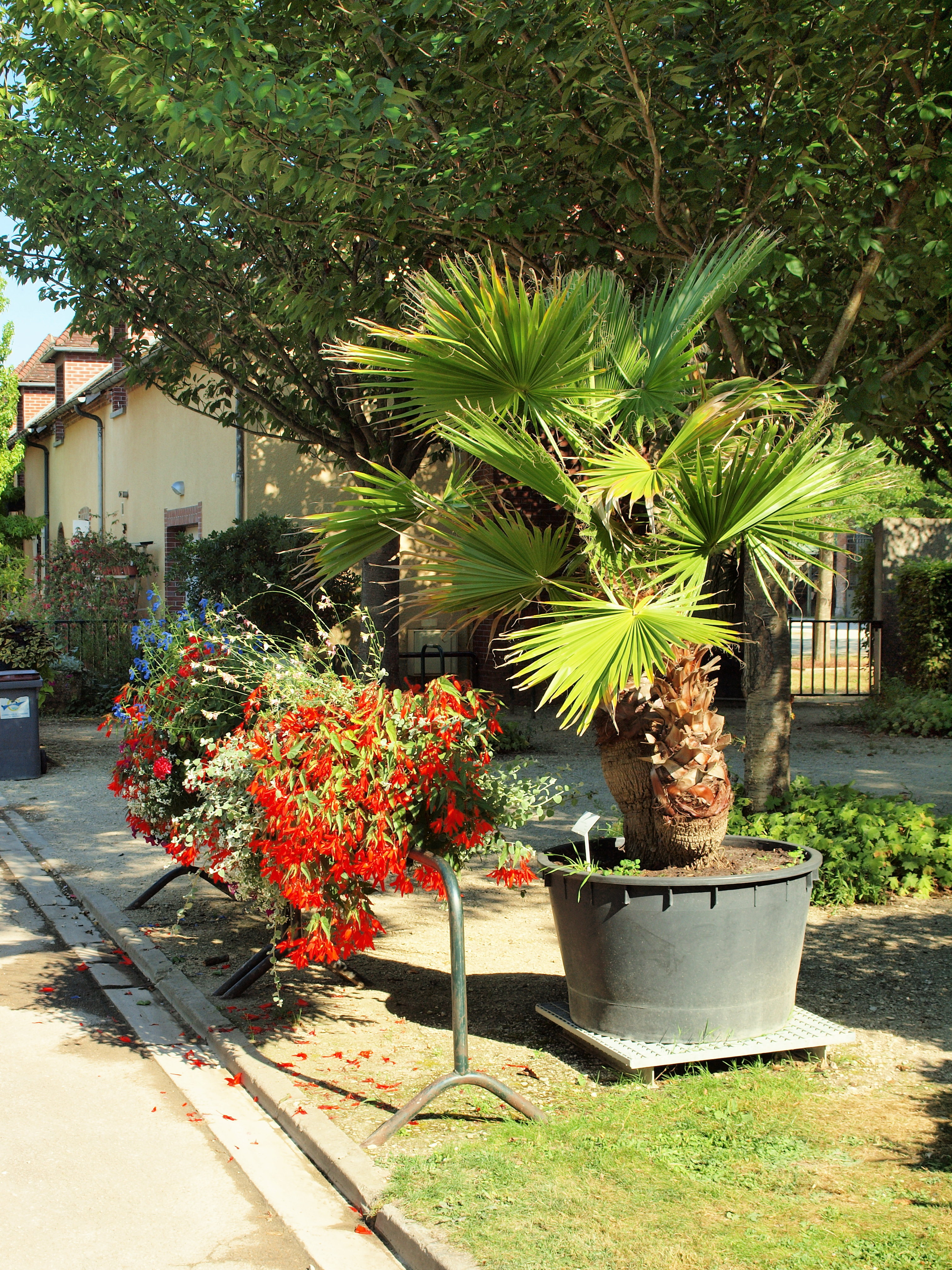
Un palmier et des géraniums.
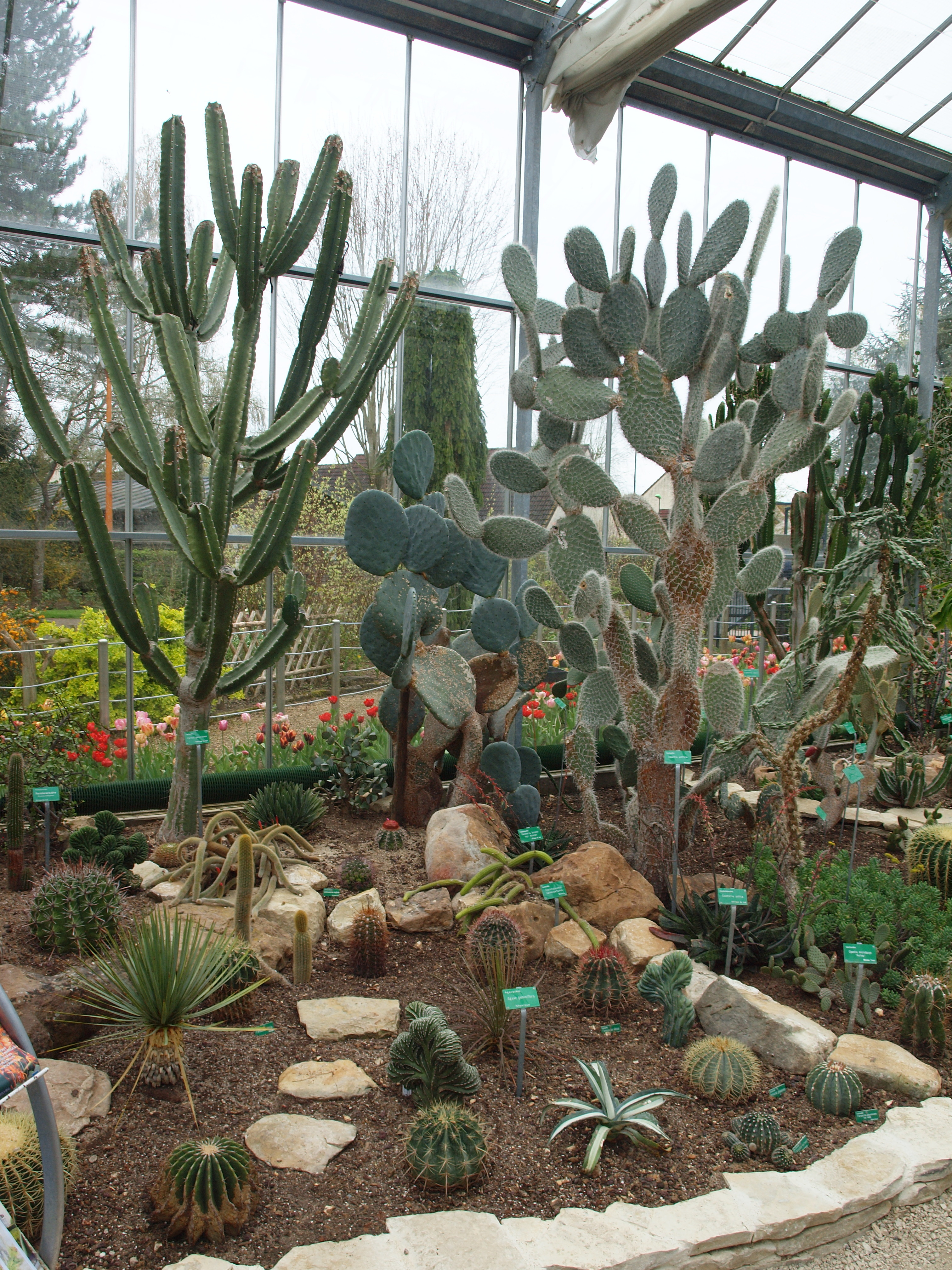
Des cactus dans les serres tropicales.
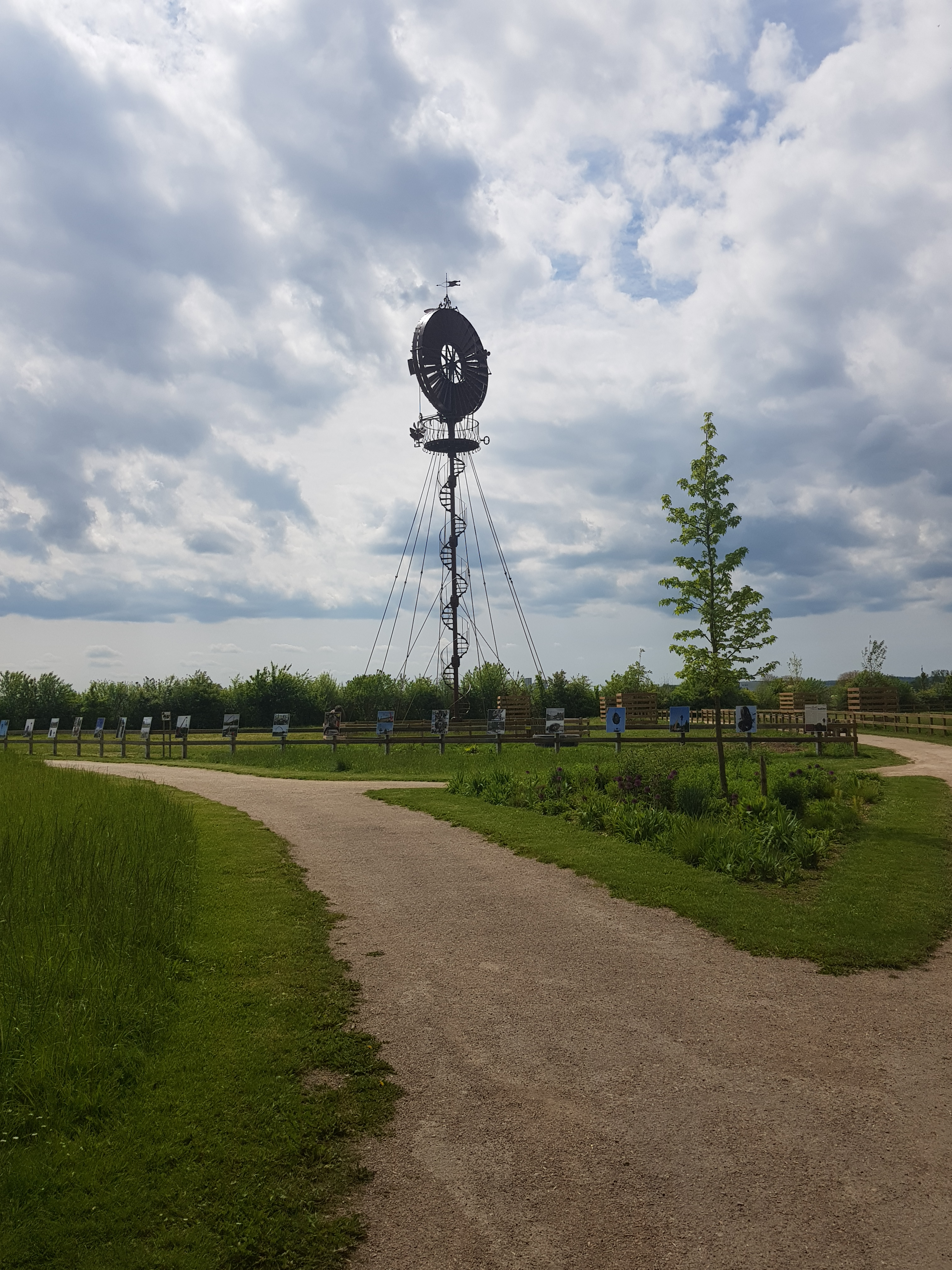
L'éolienne Bollée.
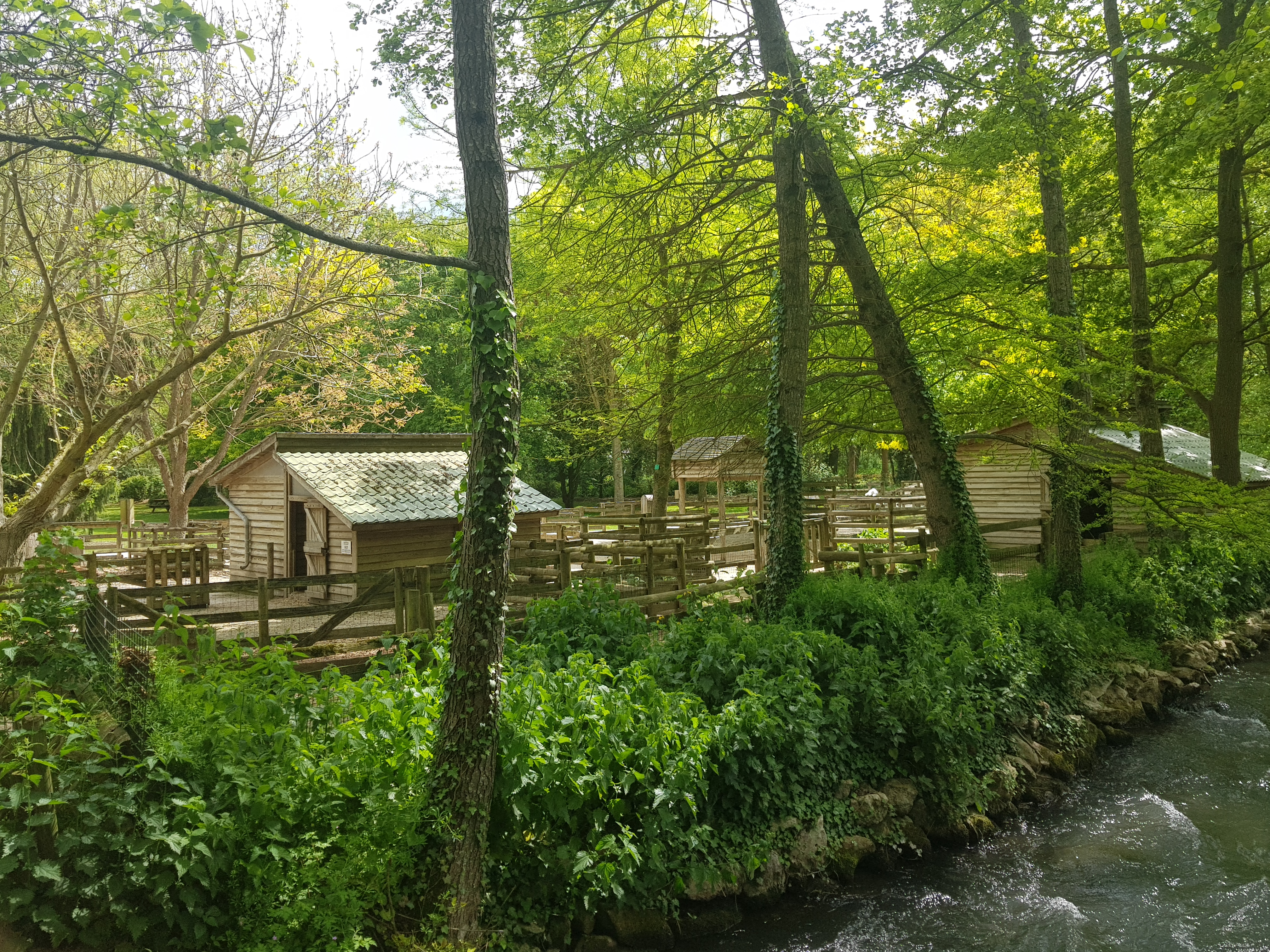
Les enclos à animaux.